# Spring Lake (Floride)
Pour les articles homonymes, voir Spring Lake.
Spring Lake est une census-designated place du comté de Hernando, dans l'État de Floride, aux États-Unis,. En 2020, elle compte une population de 465 habitants.